# 1804 في فرنسا
فيما يلي قوائم الأحداث التي وقعت خلال عام 1804 في فرنسا.

## سياسة

### انتهاء فترة المنصب
- 18 مايو – نابليون الأول القنصل الأول  [لغات أخرى]‏.
- 7 أغسطس – جان أنطوان شابتال وزير الداخلية.

## مواليد

### مايو
- 7 مايو – ألفرد موكن تاندون

### يوليو
- 1 يوليو – جورج ساند

### أكتوبر
- 3 أكتوبر – ألان كارديك
- 11 أكتوبر – نابليون لويس بونابرت

### ديسمبر
- 10 ديسمبر – أوجين سو كاتب فرنسي.
- 22 ديسمبر – لوي بريغيه فيزيائي فرنسي.
- 23 ديسمبر – شارل أوجستان سانت بوف

## وفيات

### يونيو
- 25 يونيو – جورج كادودال (مواليد 1771)

### سبتمبر
- 20 سبتمبر – بيير ميشان (مواليد 1744) عالم فلك فرنسي.

### أكتوبر
- 2 أكتوبر – جوزيف كونيو (مواليد 1725) مهندس قتالي فرنسي.
- 15 أكتوبر – أنطوان بوميه (مواليد 1728) كيميائي فرنسي.

### نوفمبر
- 2 نوفمبر – أرماند غاستون كاموس (مواليد 1740)
- 26 نوفمبر – إدمي فيرنيكيت (مواليد 1727) مهندس معماري فرنسي.